# 선종영가집
《선종영가집》(禪宗永嘉集)은 당나라 현각선사(647∼713)가 선종의 요결과 깨달은 것을 찬술한 책이며 1381년(고려 우왕 7) 봄에 새긴 목판으로 충주 청룡사에서 1472년(성종 3)에 후인한 판본이다. 그가 죽은 뒤 당나라 경주자사인 위정이 모아 10문으로 나누어 엮고 또한 이에 송나라 행정이 주석하여 2권으로 성편한 것이다. 이 책은 송과 원에서 두 차례 간행되었는데, 그것이 고려에 도입되어 우왕 7년에 간행되었다. 이 전본은 그 판에서 조선 성종 3년에 찍어낸 것이 전래된 것이다. 1999년 12월 15일 대한민국의 보물 제1297호로 지정되었다.

## 개요
고려 때 회암사의 혜근화상이 처음 입수하였고, 그의 제자 훤선이 이방직의 도움을 받아 고려 우왕 7년(1381) 봄 충주 청룡사에서 출판하였다. 조선 성종 3년(1472) 인수대비가 세조, 예종, 의경왕의 명복을 빌고, 정희대왕대비, 주상전하와 왕비전하의 만수무강 등을 기원하기 위해 여러 불경을 간행하였을 때, 이 책 200부를 인출하였다.
목판과 활자판을 같이 적용하여 간행한 인쇄물이 원형 그대로 전래된 것으로, 고려말과 조선초의 불교사 및 인쇄문화사 등에 있어서 귀중한 자료로 평가되고있다.

## 같이 보기
- 범어사 선종영가집 (부산광역시 유형문화재 제35호)

## 참고 자료
- 선종영가집 - 국가유산청 국가유산포털
- 본 문서에는 서울특별시에서 지식공유 프로젝트를 통해 퍼블릭 도메인으로 공개한 저작물을 기초로 작성된 내용이 포함되어 있습니다.